# Riwŏn
Riwŏn (kor. 리원군, Riwŏn-gun) – powiat w Korei Północnej, w prowincji Hamgyŏng Południowy. W 2008 roku liczył 117 320 mieszkańców. Graniczy z powiatami Tŏksŏng od północnego zachodu, Pukch’ŏng od południowego zachodu, a także z miastem Tanch’ŏn od północy i północnego wschodu. Powiat znajduje się nad Morzem Japońskim, określanym w Korei Północnej jako Morze Wschodniokoreańskie. Przez powiat przebiega najdłuższa w kraju 819-kilometrowa linia P’yŏngna, łącząca stolicę Korei Północnej, Pjongjang ze znajdującą się w północno-wschodniej części kraju specjalną strefą ekonomiczną Rasŏn. 73% terytorium powiatu stanowią lasy.

## Historia
Przed wyzwoleniem Korei spod okupacji japońskiej powiat składał się z 3 miejscowości (kor. myŏn) oraz 78 wsi (kor. ri). W obecnej formie powstał w wyniku gruntownej reformy podziału administracyjnego w grudniu 1952 roku. W jego skład weszły wówczas tereny należące wcześniej do miejscowości Riwŏn, Sŏ, Namsong i Ch'aho. Pierwotnie powiat Riwŏn składał się z jednej miejscowości (Riwŏn-ŭp) oraz 22 wsi (kor. ri).

## Gospodarka
Najważniejszą dziedziną lokalnej gospodarki jest przemysł maszynowy oparty na manufakturze. Ziemie powiatu kryją także złoża rudy żelaza, wapienia, grafitu, kwarcytu oraz talku.

## Podział administracyjny powiatu
W skład powiatu wchodzą następujące jednostki administracyjne:
| Nazwa jednostki administracyjnej | Rodzaj jednostki administracyjnej | Chosŏn’gŭl   | Hancha       |
| -------------------------------- | --------------------------------- | ------------ | ------------ |
| Riwŏn-ŭp                         | miasteczko                        | 리원읍       | 利原邑       |
| Rahŭng-rodongjagu                | dzielnica robotnicza              | 라흥로동자구 | 羅興勞動者區 |
| Ch'aho-rodongjagu                | dzielnica robotnicza              | 차호로동자구 | 遮湖勞動者區 |
| Hwalsŏk-rodongjagu               | dzielnica robotnicza              | 활석로동자구 | 滑石勞動者區 |
| Jangch'uk-ri                     | wieś                              | 장축리       | 場築里       |
| Ch'ŏngsan-ri                     | wieś                              | 청산리       | 淸山里       |
| Taedŏk-ri                        | wieś                              | 대덕리       | 大德里       |
| Sŏnggok-ri                       | wieś                              | 성곡리       | 城谷里       |
| P'ung'am-ri                      | wieś                              | 풍암리       | 豊岩里       |
| Haksadae-ri                      | wieś                              | 학사대리     | 學士擡里     |
| Gokgu-ri                         | wieś                              | 곡구리       | 谷口里       |
| Kuŭp-ri                          | wieś                              | 구읍리       | 舊邑里       |
| Ryongbuk-ri                      | wieś                              | 룡북리       | 龍北里       |
| Hajŏn-ri                         | wieś                              | 하전리       | 荷田里       |
| Mun'ang-ri                       | wieś                              | 문앙리       | 文仰里       |
| Wŏnsa-ri                         | wieś                              | 원사리       | 院四里       |
| Gokch'ang-ri                     | wieś                              | 곡창리       | 谷昌里       |
| Songjŏng-ri                      | wieś                              | 송정리       | 松亭里       |
| Yŏmsŏng-ri                       | wieś                              | 염성리       | 鹽城里       |
| Tabo-ri                          | wieś                              | 다보리       | 多寶里       |
| Jungp'yŏng-ri                    | wieś                              | 중평리       | 中坪里       |
| Yusŏng-ri                        | wieś                              | 유성리       | 楡城里       |
| Kiam-ri                          | wieś                              | 기암리       | 奇岩里       |
| Songdong-ri                      | wieś                              | 송동리       | 松洞里       |
| Ryulji-ri                        | wieś                              | 률지리       | 栗枝里       |